# Cừu mũi đen Valais

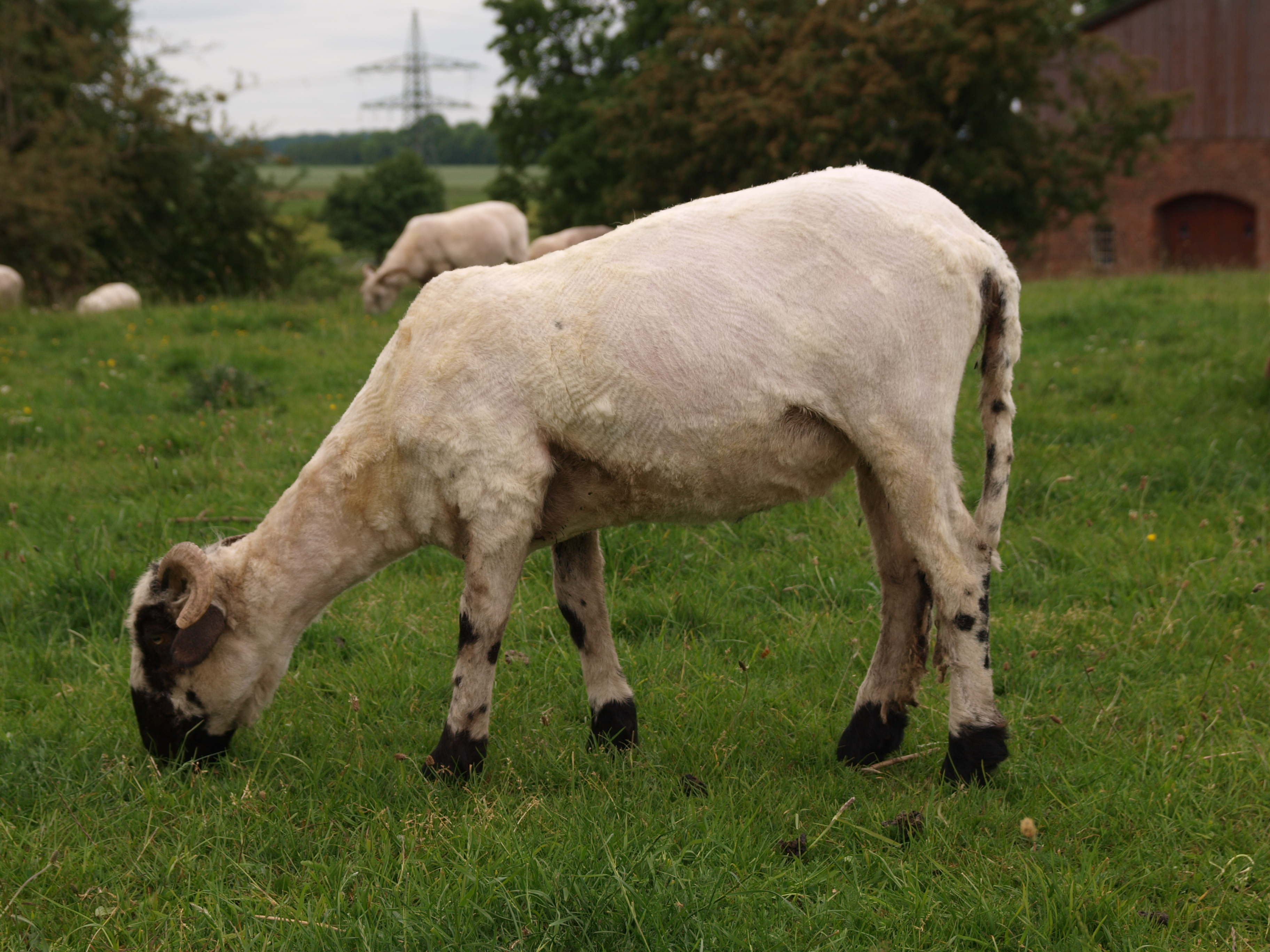
Một con cừu mũi đen

Cừu mũi đen Valais (tiếng Đức: Walliser Schwarznasenschaf/cừu mũi đen Walliser) là một giống cừu nhà có nguồn gốc nguyên thủy nó là ở vùng Valais của Thụy Sĩ. Giống cừu này nuôi để lấy thịt cừu và lông làm len. Đây là giống cừu mũi đen quý hiếm ở Thụy Sĩ. Cừu mũi đen là loài cừu quý hiếm, được xếp vào nhóm động vật di sản. Mặc dù đã được biết đến từ năm 1400, nhưng đến năm 1962, cừu mũi đen Valais lần đầu tiên được công nhận là một giống riêng biệt.

## Đặc điểm
Là loài cừu hiếm, được xếp vào nhóm di sản, với bộ lông có hai màu đen trắng xen kẽ, trong đó phần lông đen che kín toàn bộ khuôn mặt. Điểm khác biệt của loài cừu này đó là phần lông có hai màu đen trắng xen kẽ, nổi bật là phần lông đen là mặt, tai, chân. Đây cũng là đặc điểm để gọi tên loài cừu này và khiến nhiều người nhầm tưởng vẻ bề ngoài của chúng như những con thú bông. Lông cừu là loại sợi lông động vật được sử dụng rộng rãi để sản xuất len. Phần lông trắng dài, mềm và xoắn lọn như những sợi dây thừng của cừu mũi đen là nguồn cung cấp khoảng 4 kg len mỗi năm.
Đây là loài cừu núi có thể sống trong những điều kiện thời tiết khắc nghiệt ở các vùng núi cao, sườn đồi, dốc núi. Loài cừu này thường được chăn thả dọc theo các sườn núi cao dọc theo dãy Pennine, nằm giữa biên giới hai nước Thụy Sĩ và Italy. Cũng giống như những con cừu khác, cừu mũi đen cũng được nuôi để lấy lông và lấy thịt. Mỗi con cừu đực nặng trung bình từ 80–130 kg, cừu cái nặng từ 70–90 kg. Cả cừu đực và cừu cái đều có sừng.

## Chăn nuôi
Chúng có tính bầy đàn cao nên dễ quản lý, chúng thường đi kiếm ăn theo đàn nên việc chăm sóc và quản lý rất thuận lợi. Chúng cũng là loài dễ nuôi, mau lớn, ít tốn công chăm sóc. So với chăn nuôi bò thì chúng là vật nuôi dễ tính hơn, thức ăn của chúng rất đa dạng, thức ăn của chúng là những loại không cạnh tranh với lương thực của người. Chúng là động vật có vú ăn rất nhiều cỏ. Hầu hết chúng gặm cỏ và ăn các loại cỏ khô khác, tránh các phần thực vật có gỗ nhiều. Chúng có chế độ hoạt động ban ngày, ăn từ sáng đến tối, thỉnh thoảng dừng lại để nghỉ ngơi và nhai lại. Đồng cỏ lý tưởng cho chúng như cỏ và cây họ Đậu. Khác với thức ăn gia súc, thức ăn chính của chúng trong mùa đông là cỏ khô.
Chúng là loài ăn tạp, có thể ăn được nhiều loại thức ăn bao gồm thức ăn thô xanh các loại như: rơm cỏ tươi, khô, rau, củ quả bầu bí các loại, phế phụ phẩm công nông nghiệp và các loại thức ăn tinh bổ sung như cám gạo ngũ cốc. Mỗi ngày chúng có thể ăn được một lượng thức ăn 15-20% thể trọng. Chúng cần một lượng thức ăn tính theo vật chất khô bằng 3,5% thể trọng. Với nhu cầu 65% vật chất khô từ thức ăn thô xanh (0,91 kg) và 35% vật chất khô từ thức ăn tinh (0,49 kg). Khi cho chúng ăn loại thức ăn thô xanh chứa 20% vật chất khô và thức ăn tinh chứa 90% vật chất khô.
Nguồn nước uống là nhu cầu cơ bản của chúng. Lượng nước cần cho chúng biến động theo mùa và loại và chất lượng thực phẩm mà chúng tiêu thụ. Khi chúng ăn nhiều trong các tháng đầu tiên và có mưa (kể cả sương, khi chúng ăn vào sáng sớm), chúng cần ít nước hơn. Khi chúng ăn nhiều cỏ khô thì chúng cần nhiều nước. Chúng cũng cần uống nước sạch, và có thể không uống nếu nước có tảo hoặc chất cặn. Trong một số khẩu phần ăn của chúng cũng bao gồm các khoáng chất, hoặc trộn với lượng ít.

## Chăm sóc
Sau khi cho phối giống 16-17 ngày mà không có biểu hiện động dục lại là có thể cừu đã có chửa, Căn cứ vào ngày phối giống để chuẩn bị đỡ đẻ cho cừu (thời gian mang thai của cừu 146-150 ngày) nhằm hạn chế cừu sơ sinh bị chết; Có thể bồi dưỡng thêm thức ăn tinh và rau cỏ non cho cừu có chửa nhưng tuyệt đối tránh thức ăn hôi mốc; Khi có dấu hiệu sắp đẻ (bầu vú căng, xuống sữa, sụt mông, âm hộ sưng to, dịch nhờn chảy ra, cào bới sàn…) nên nhốt ở chuồng riêng có lót ổ rơm và chăn dắt gần, tránh đồi dốc.
Thông thường cừu mẹ nằm đẻ nhưng cũng có trường hợp đứng đẻ, tốt nhất nên chuẩn bị đỡ đẻ cho cừu; Sau khi đẻ cừu mẹ tự liếm cho con. Tuy nhiên, vẫn phải lấy khăn sạch lau khô cho cừu con, nhất là ở miệng và mũi cho cừu con dễ thở. Lấy chỉ sạch buộc cuống rốn (cách rốn 4–5 cm), cắt cuống rốn cho cừu con và dùng cồn Iod để sát trùng; Giúp cừu con sơ sinh đứng dậy bú sữa đầu càng sớm càng tốt (vì trong sữa đầu có nhiều kháng thể tự nhiên); Đẻ xong cho cừu mẹ uống nước thoải mái (có pha đường 1% hoặc muối 0.5%) 
Cừu con trong 10 ngày đầu sau khi đẻ cừu con bú sữa mẹ tự do; Từ 11-21 ngày tuổi cừu con bú mẹ 3 lần/ngày, nên tập cho cừu con ăn thêm thức ăn tinh và cỏ non, ngon; 80-90 ngày tuổi có thể cai sữa. Giai đoạn này phải có cỏ tươi non, ngon cho cừu con để kích thích bộ máy tiêu hóa phát triển (đặc biệt là dạ cỏ) và bù đắp lượng dinh dưỡng thiếu hụt do sữa mẹ cung cấp không đủ; Cừu sinh trưởng và phát triển nhanh, mạnh ở giai đoạn này.